# 존 로블링
존 오거스터스 로블링(John Augustus Roebling, 1806년 6월 12일 ~ 1869년 7월 22일)은 독일 태생인 미국의 토목 기사이다. 강삭을 실용화한 현수교 공사의 선구자로, 미국 역사기념물인 뉴욕 브루클린 교의 주요 계획 입안자이다.
로블링은 공학자이기보다 적은 기업인이었으며 디자이너와 기다란 현수교의 건설자로서 함께 자신의 평판이 번창하자, 트렌턴 공장에서 적은 시간을 보냈다. 그의 아들 워싱턴이 그에게 가담하여 1850년대와 1860년대에 4개의 현수교들- 피츠버그에 두군데, 나이아가라 폭포에 한군데, 오하이오주 신시내티와 켄터키주 코빙턴 사이에 오하이오 강을 가로지르는 320 미터의 다리를 건설하였다.

## 독일에서 시작
잉글랜드와 아일랜드에 이어 독일은 새로운 국가의 첫 세기에 미국으로 이민자들의 가장 큰 공헌국이었다. 1840년대 후반에 감자 대기근이 일어난 후 거대한 단체에 온 아일랜드인들과 달리 독일인들은 꾸준한 흐름으로 오는 경향이었다.
요한 아우구스투스 뢰블링(독일어: Johann Augustus Röbling)이란 본명으로 당시 프로이센 왕국 뮐하우젠에서 크리스토프 뢰블링과 프리데리케 뮐러의 막내 아들로 태어난 로블링은 공립 학교들에서, 그리고 베를린에 있는 왕립 공과 대학에 수학하는 데 그를 준비한 가정 교사들에 의하여 교육을 받았다. (공과 대학은 공학, 건축, 그리고 수학과 물리학에 관한 고급 지식이 필요한 다른 분야들에서 경력을 위하여 학생들을 준비시켰다.) 로블링의 모친은 만약 그것이 자신의 어떤 개인적 필요성들을 바치는 것을 의미한다면 마저 자녀들이 좋은 교육을 받는다고 주장하였다. 공과 대학에서 로블링은 언어와 철학은 물론 건축, 다리 건설과 수력학을 전공하였다. 1826년 자신이 졸업했을 때 그는 도로들을 건설하는 데 정부의 일을 도왔다.
로블링은 독일에서 토목 기사로서 자신의 전망들과 행복하지 않았다. 그는 다리들, 특히 현수교들에 높이 흥미를 가졌으나 그의 정부 직업은 기술 혁신과 도전을 위한 기회를 제공하는 것으로 보이지 않았다. 다른 입장에 1820년대와 1830년대는 독일인들이 미국으로 이민가지 시작했던 시간들이었다. 국가는 서부로 그 꾸준한 확장을 시작하여 자신들의 전통적 영토와 생활 방식을 방어한 아메리카 인디언들의 패배에 의하여 가능하게 만들어졌다. 미국의 농산물을 위한 유럽에서 시장이 번창하여 미국에서 새로운 농장들을 위한 권리 주장을 창조하였다. 그 일은 또한 새로운 국가의 기본적 시설의 강렬한 건설, 시장을 오고 가면서 물품을 나른 데 가능하게 만든 도로와 운하들 같은 일련의 공공 사업의 시기이기도 하였다.
로블링은 자신의 형 카를과 함께 조심스럽게 계획을 세웠다. 그들은 자신들의 최고 기회가 농업에 놓인 것을 예측하였고, 1831년의 봄에 두 형제는 펜실베이니아주 필라델피아로 출발하였다. 그들은 둘다 노예제를 반대하였기 때문에 남부에 정착을 배제하였고, 그들은 독일인 이민자들의 본질적인 수가 펜실베이니아주에 정착하고 있었다는 것을 깨달았다.
항선을 타고 이민을 간 로블링 형제들은 1831년 8월 6일 필라델피아에 도착하여 피츠버그로 향하였다. 1830년대 초반은 미국에서 운하들의 정점을 찍었으며, 본질적으로 평평한 바닥의 보트들이 운하를 따라 걸어다는 말과 노새들에 의하여 당겨진 곳을 따라 인공의 강들이었다. 동부에서 서부로 주에 걸친 펜실베이니아 운하는 주의 중부에서 앨러게니산맥에 도달하였을 때 운하의 보트들은 강물에서 꺼내져야 했으며 앨러게니 화물 철도로 불린 매끄러운 평면을 따라 당겨질 수 있었던 특별 수레들에 놓였다. 현대의 철도들과 달랐던 철도는 그럼에 불구하고 펜실베이니아주의 운하 시스템에서 핵심 연결이었다. 보트들을 위한 철도는 운하들의 주요 단점을 논증하였는 데 이 좁은 강들에서 강물이 흘러나가지 않도록 평평해야 하였다. 운하들은 산맥 혹은 언덕이 많은 지형들을 위하여 적합하지 않았다.

## 다리 건설의 기본들

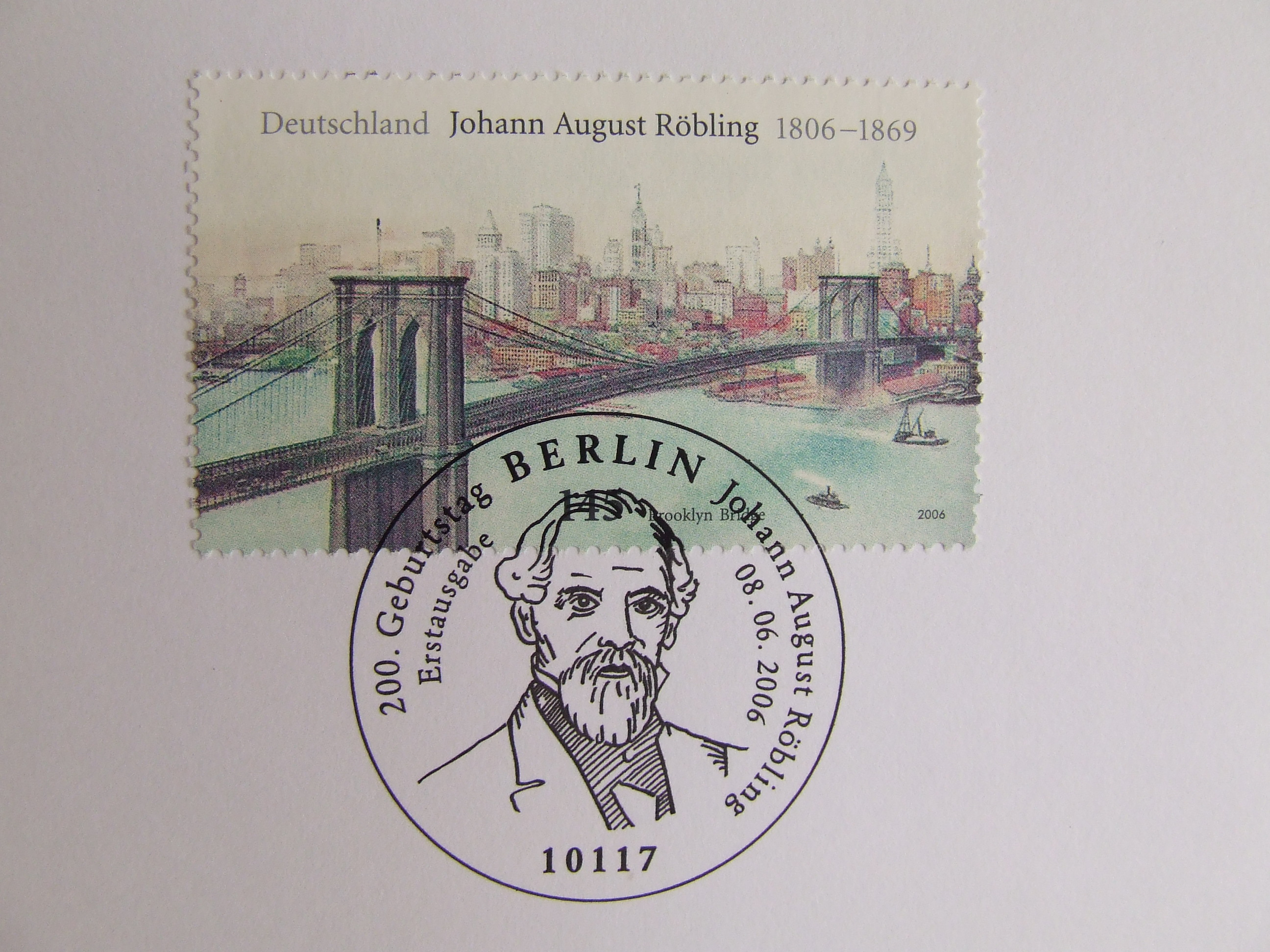
로블링을 기념하는 2006년 독일의 우표

강, 고속도로 혹은 산악 계곡 같이 공간을 가로지르는 구조 건설에서 몇몇의 다른 일련의 문제들이 있었다. 기본적 논점은 다리의 도상을 건설하여 깨지지 않고 둘로 나뉘지 않도록 하는 것이었다. 두번째 기본적 논점은 강 혹은 물줄기 혹은 다리가 건너는 무엇이든 가로질러 뻗치는 데 충분히 길다란 도상을 건설하는 것이다.
다리들의 3가지 기본적 타입들이 있었다. 첫 타입은 홍예교이다. 보통 돌 혹은 벽돌로 만들어진 홍예교는 아주 강하나 제한된 거리 만을 걸칠 수 있다. 홍예교는 양쪽 사이에 아치와 함께 기둥처럼 보인 다리의 끝을 구성한다. 아치 자신은 보통 벽돌로 만들어지며 반원을 형성하는 데 그렇게 깎는다. 무게가 도상에 놓일 때 사실상 벽돌은 아치가 경간을 받치는 데 더욱 더 단단히 함께 압착되었다.
두번째 타입은 트러스교이다. 그 실재에 트러스는 경간을 가로질러 가는 강한 광선이다. 중앙에 광선이 꺼지는 것을 방지하기 위하여 공학자들은 사실 두개의 광선 - 삼각형으로 배열된 받침들 사이에 상부와 하부를 이용한다. 삼각형은 정상과 바닥의 광선을 갈라놓으며 또한 더 광선이 더욱 많은 무게를 견딜 수 있게 한다. 트러스의 더욱 단순한 이형은 정상과 바닥에 2개의 평평하고 넓은 부분들과 중앙에 얇은 수직 조각과 함께 금속의 길다란 조각 I - 광선이다. 한 끝에서 본 I 광선은 대문자 I 같이 보인다.
세번째 타입은 현수교이다. 이 경우에 길고 강한 케이블은 기슭에서 기슭으로 뻗어져 2개의 높은 타워의 정상을 가로지르고 대문자 M 같은 모양을 형성한다. M에 수직의 획들이 2개의 타워들에 놓인 동안 M의 V 모양은 케이블에 의하여 형성되었다. 보통적으로 케이블은 타워들의 이상으로 확장되며 양끝에 바닥으로 들어가 묻힌 큰 닻에 부착되었다. 수직의 장벽들은 케이블로부터 매달려 도상의 상부로 부착되었다. 도상을 더욱 더 강하게 만드는 데 트러스교가 건설되었다. 현수교에서 도상은 기본적으로 케이블로부터 매달렸다.
현수교들의 장점은 타워들 사이에 케이블이 굉장히 길어질 수 있는 것이다. 만약 그것들이 충분히 두껍거나 강하다면 그것들은 길을 잡을 수 있다. 단점은 현수교들이 강한 바람에 흔들릴 수 있으며 구조에 압박을 가하여 가능적으로 그것이 떨어지는 원인을 일으키는 것이다.
케이블의 중요성은 그가 이른바 와이어로프를 개척한 이래 미국의 첫 현수교 건축 청부업자 존 로블링에 의하여 잘 이해되었다.
피츠버그에서 25 마일 떨어진 곳에 두 형제는 다른 독일인 이민자들의 공동체 근처에 대략 7,000 에이커의 상당한 토지를 매입하였다. 그 촌은 "게르마니아"로 불렸으나 후에 그 이름을 "색슨버그"로 바꾸었다. 로블링 형제로부터 편지들에 의하여 용기를 얻어 뮐하우젠에서 온 다른 독일인들도 색슨버그로 이주하였다. 1837년 로블링은 그 이민자들 중의 하나의 딸 요한나 헤르팅과 결혼하였다.
하지만 6년 후, 로블링의 농업 모험은 자신과 형이 매입한 토지가 목적을 위하여 적합하지 않았기 때문에 크게 성공으로 증명되지 않고 있었다. 이 정상에 로블링은 자신이 훈련을 받고 즐기던 업무인 공학을 놓쳤다.

## 와이어로프

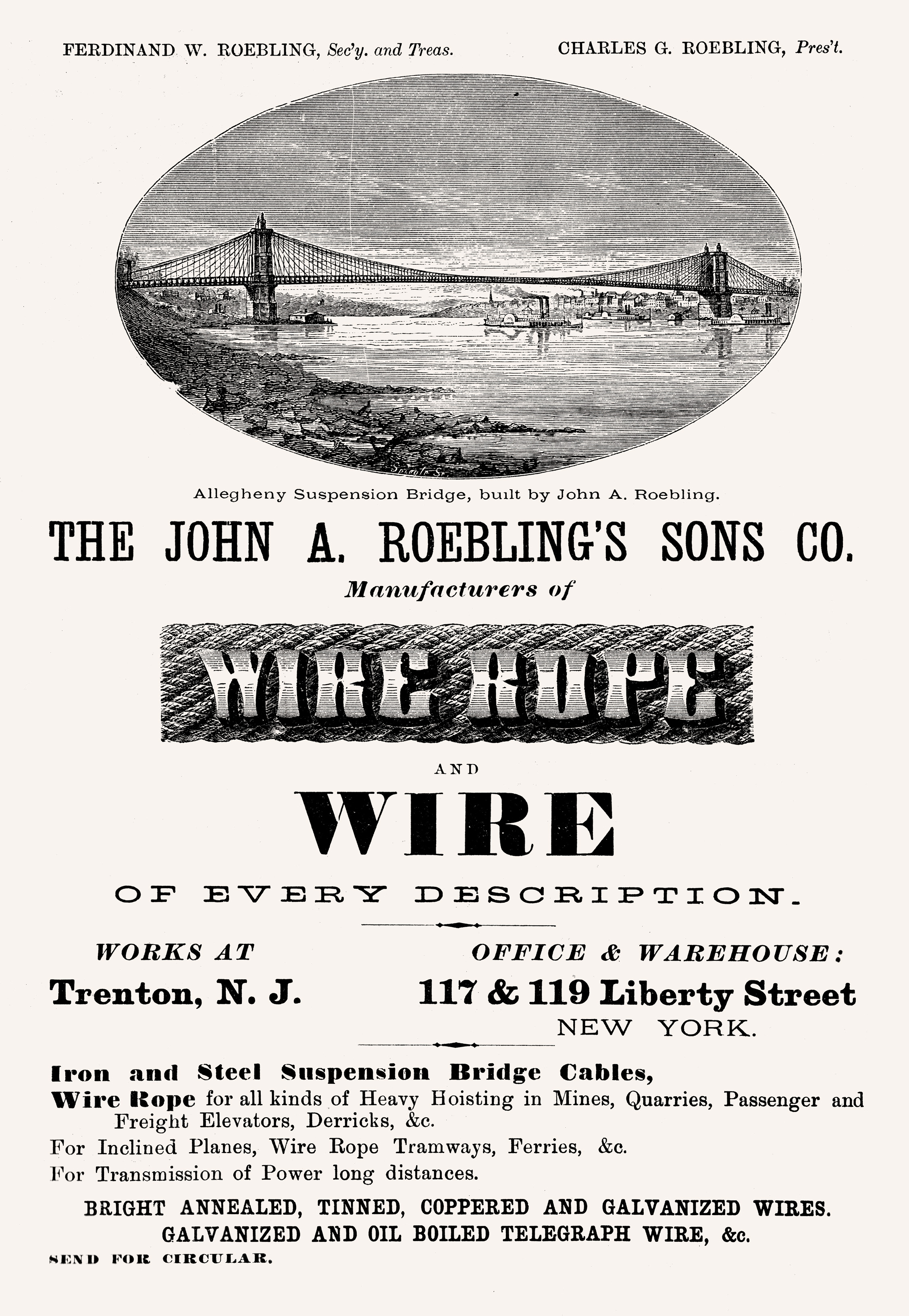
와이어로프를 위한 1879년 존 A. 로블링 앤드 선스 회사의 광고

1838년 자신의 결혼 생활 1년 후에 로블링은 주의 수도 해리스버그로 여행을 가 주정부를 위한 공학자로서 직업을 신청하였다. 동년에 그는 미국 시민권을 받기도 하였다. 펜실베이니아주에 의하여 고용된 로블링은 다양한 프로젝트에 일하였는 데 더욱 많은 운하들을 설계하고, 비버강에 댐들을 건설하고 앨러게니산맥을 가로지르는 철도를 위한 경로를 조사하였다.
앨러게니 화물 철도는 로블링의 첫 주요 성공과 함께 그를 마련하였다. 철도의 경로는 앨러게니산맥의 가파른 언덕들을 오르내려갔다. 두꺼운 로프들의 복잡한 시스템은 언덕을 오르내리는 운하 보트의 마차들을 끄는 데 이용되었다. 대략 3 인치 두꺼운 이 로프들은 섬유질이 특히 짜낸 로프를 제조하는 데 적합했던 식물 삼으로부터 만들어졌다. 로프들은 그것들이 가끔 대체되어야 했던 것을 의미한 닳는 경향이 있었다.
로블링은 꼬인 전선으로 만들어진 새로운 타입의 로프를 상상하였다. 이른바 와이어로프가 마모에 저항할 것이었고, 뛰어난 힘을 마련한 동안 더 작은 지름으로 만들어질 수 있었다. 더욱 얇은 로프들은 더욱 오래가는 것은 물론 다루는 데 더욱 쉬워질 것이었다.
로블링은 펜실베이니아 운하의 담당에 주의 공무원들에게 "와이어로프"에 관한 자신의 아이디어를 제시하였고, 연기 후에 자신의 아이디어를 시도하는 데 주를 납득시켰다. 로블링은 색슨버그로 돌아와 로프를 제조하고 공장을 세우는 데 기계 장치를 설계하였다. 얄궂게도 로블링의 발명은 철도들이 증기 엔진을 이용하고 인공 수로들을 대체한 철로들에 다니면서 운하들을 이용하는 시대의 겨우 말기에 왔다. 하지만 로블링에게 그 일은 다른점을 만들지 않았다. 그의 와이어로프는 더욱 강하고, 작고 오래가는 케이블들이 삼으로 만들어진 로프들을 대체하는 데 쓰인 많은 다른 시장들을 찾았다. 색슨버그에서 자신의 공장을 운영한지 몇년 후에 로블링은 뉴저지주 트렌턴으로 자신의 운영을 옮겨 세대들을 위하여 가족 소유의 기업을 유지하였다.

## 다리들로 복귀

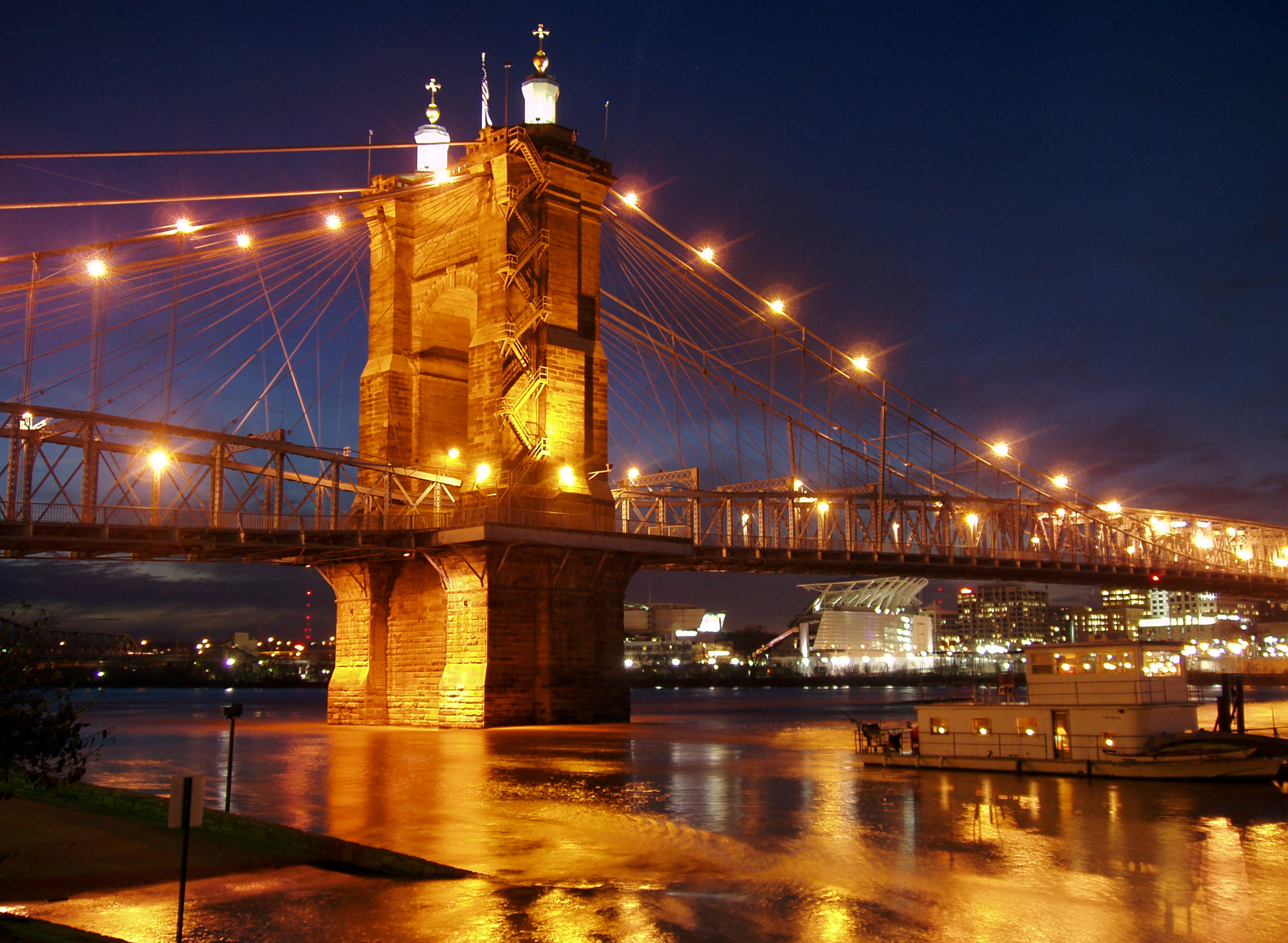
오하이오주 신시내티와 켄터키주 코빙턴을 이으는 로블링 현수교의 야경

와이어로프 제조업이 로블링을 위하여 안락한 생활을 마련한 동안 그것은 그의 첫 사랑이 아니었다. 자신의 공장을 운영한 동안 마저 로블링은 구조물을 설계하는 데 활동적이었다. 1844년부터 1850년까지 로블링은 펜실베이니아 운하를 따라 물을 운반하는 몇몇의 수로들을 건설하였다. 수로들은 물을 운반하는 데 설계한 구조물들이었고 펜실베이니아 운하의 경우에서 수로들은 다리들의 동등물이었으며 운하들이 협곡과 계곡들에 흘러가도록 하였다. 1844년과 1850년 사이에 로블링은 최소한 6개의 운하 수로들의 건설을 설계하고 감독하였다.
1846년 로블링은 또한 피츠버그에서 모논가헬라 강을 가로지르는 스미스필드 스트리트 교를 설계하였다. 5년 후에 로블링은 뉴욕주 나이아가라 폭포에서 나이아가라강에 다리를 설계하였다. 로블링의 전문은 다리들의 다른 형성들보다 더욱 먼 거리들로 걸쳐있을 수 있던 현수교 혹은 현수 수로였다.
1867년 자신의 아들 워싱턴 로블링 (1837년 ~ 1926년)에 의하여 가입된 로블링은 자신들의 가장 크고 가장 유명한 프로젝트를 발포하였는 데 뉴욕의 두 부분들 서부에 맨해튼과 동부에 브루클린를 이으는 다리였다. (한번 맨해튼으로부터 전체로 갈라진 도시였으나 이제 뉴욕의 일부인 브루클린은 롱아일랜드의 서부 끝에 위치하였다.) 다리는 배가 아래를 지나가도록 허용하는 데 충분히 높는 데 필요하였다.
로블링은 처음에 1857년 7월 맨해튼과 브루클린 사이에 다리를 건설하는 것을 제안하였다. 그 다리는 프로젝트가 찬성되고 로블링이 수석 공학자로 임명되기 전에 10년의 세월이 걸렸다. 그것은 최종의 계획들이 만들어져 찬성되는 데 2년 더 세월이 걸렸다. 그러나 건설이 사실상 시작될 수 있기 전에 로블링이 부두에 서 있으면서 다리 현장에 감시한 동안 그의 발이 페리 보트에 의하여 으깨졌다. 로블링은 브루클린에 있는 아들의 저택으로 데려가졌고 몇몇으 부상당한 발가락들이 절단되었다. 심각했어도 부상은 생명을 위협하는 것을 생각되지 않았다. 그러나 며칠 후에 상처는 감염되었다. 감염을 일으키는 미생물들을 죽이는 약 혹은 항생 물질 전의 시대에 로블링은 사고가 있던 3주 후 1869년 7월 22일 브루클린하이츠에서 파상풍으로 사망하여 자신의 이름과 함께 교제된 세계에서 유명한 다리를 전혀 보지 못하였다. 그는 트렌턴에 있는 리버뷰 묘지에 안장되었다.

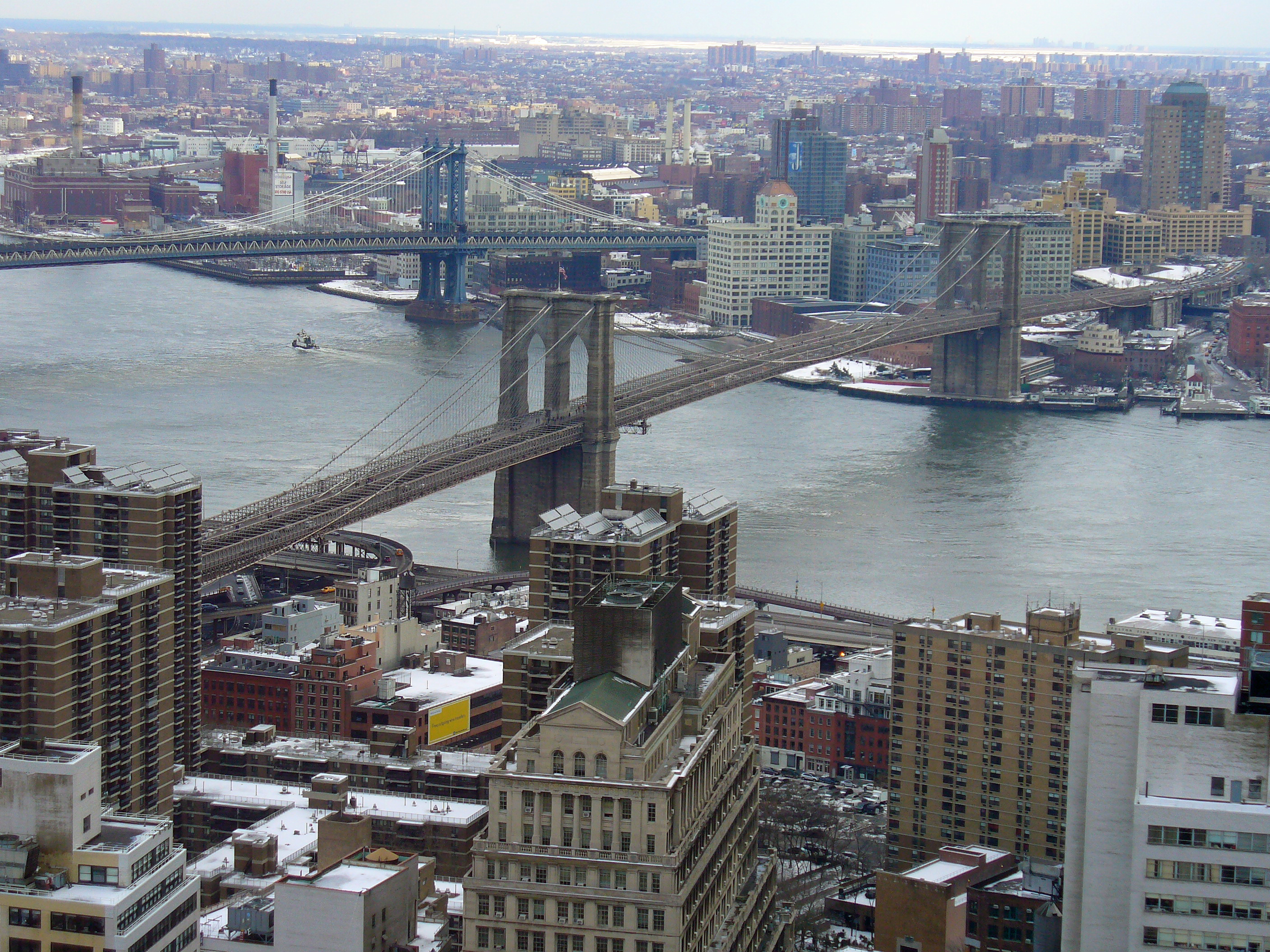
브루클린 교

## 아들에 의하여 브루클린 교의 완성
그의 보조인으로 일하였던 로블링의 아들 워싱턴이 업무를 차지하였다. 브루클린 교의 통계치들은 프로젝트의 규모를 위한 풍미를 준다. 다리의 총 길이는 1 마일 이상으로 5,989 피트이며, 타워들 사이에 거리는 그것이 건설되었을 때 기록 거리로 3,460 피트이다. 도상은 85 피트로 넓다. 2개의 타워들의 정상에 각각 기슭으로부터 4개의 큰 케이블들이 뻗어있다. 각각의 케이블은 지름에서 14 인치이며 3,578 피트로 길다. 타워들은 강의 표면 위로 각각 276 피트이다. 타워들은 강바닥 아래 놓인 두꺼운 바위인 도상에서 닻이 내려졌다. 동부 타워의 건설은 강물의 표면 아래 44 피트이고, 맨해튼 근처의 동부 타워는 강물의 표면 아래로 78 피트이다. 차도는 절정에 강물의 위로 119 피트이며 증기선과 항해 선박이 둘다 바로 밑을 지나가는 데 충분하다. 프로젝트는 완성하는 데 15년의 세월이 걸렸으며 브루클린 교는 1883년 5월 24일에 개장하였다.